# Colon transversum
Het colon transversum, het tweede deel van de karteldarm, is een bijna horizontaal lopende buis tussen het colon ascendens en het colon descendens. Het colon transversum bevindt zich in het bovenste deel van de buikholte, even onder de ribbenkast, en loopt van de flexura coli dextra (rechts in de buikholte) tot de flexura coli sinistra (links in de buikholte). Het colon transversum is het langste en beweeglijkste deel van de karteldarm. Door die beweeglijkheid zakt het soms omlaag in de buikholte en krijgt dan enigszins een U-vorm. De bovenkant van het colon transversum raakt de lever en de galblaas aan de rechterzijde, de maag in het midden en de milt aan de linkerkant, terwijl de onderkant ervan in contact staat met de kronkels van de dunne darm. De bloedvaten en zenuwen van het colon transversum zijn dezelfde als die van de rest van de karteldarm.